# まさごろ
まさごろ（本名：津田 まさごろ、1962年6月7日 - ）は、日本の女性シンガーソングライター、画家、詩人。

## 経歴
福岡県福岡市出身、福岡市立原中学校、福岡雙葉高等学校（生徒会長を務める）、日本大学藝術学部放送学科卒業。
1985年に放送開始されたサンリオのテレビアニメーション「夢の星のボタンノーズ」で主題歌・エンディング曲を歌い歌手としてデビュー。同時に声の出演もしている。
ナムコの80年代のアーケードゲームのボーカルアレンジ版の歌唱にも関わっており、アクションゲーム・ディグダグのアレンジソング「恋のディグダグ」をソロで、アクションゲーム・ワンダーモモのアレンジソング「ワンダーモモ]では歌手TAKAとのデュエットで参加している。「ワンダーモモ」の歌唱に関しては、「バーチャルネットアイドル ちゆ12歳」において「まったりロリボイス」と表現されている。
現在はフリーランスで主に路上で弾き語り活動をする傍ら、1ヶ月に1枚CDを自主制作し、定期的に舞台でのライブ活動なども行っている。また詩人、画家としても活動しており、自身のアルバムのジャケットに自ら絵を描き、作詞、詩集の出版なども行っている他、雑誌やウェブ上での連載も行っている。

## 作品

### 一般曲
- 伊藤美紀「ハートのチェリーをあげる」（1987年） 作詞
- 伊藤美紀「星空に唄えば」 （1987年） 作詞
- 伊藤美紀「GIRL 〜虹の彼方で〜」 （1987年） 作詞
- 谷村有美「予感-I'm Ready to love-」（1987年） 作詞
- 谷村有美「Bye Bye Black Jack」（1987年） 作詞
- 水谷麻里「KI・RA・KI・RA ぱにっく」（1987年） 作詞
- ribbon「変な愛のカタチ」（1992年） 作詞
- ribbon「正しいハートの行方」（1992年） 作詞
- ribbon「花柄のスリル」（1992年） 作詞
- 山瀬まみ「本能が踊る」（1993年） 作詞
- 山瀬まみ「窮屈で退屈」（1993年） 作詞
- 山瀬まみ「7月13日」（1993年） 作詞
- 山瀬まみ「あ 不思議な気持ち」（1993年） 作詞
- 裕木奈江「みんな笑った」（1993年） 作詞

### アニメ
- 「KISSをさせてよ!」 -　『夢の星のボタンノーズ』オープニング主題歌（1985年） 歌手
- 「ベーッ!」　- 『夢の星のボタンノーズ』エンディング主題歌（1985年） 歌手
- 「8ビートのエチュード」 - 『ファンタジーアドベンチャー 長靴をはいた猫の冒険』オープニング主題歌（1992年） 作詞
- 「Heart to Heart」 - 『ファンタジーアドベンチャー 長靴をはいた猫の冒険』エンディング主題歌（1992年） 作詞
- 「天才えりちゃん絵かき歌」 - 『天才えりちゃん 金魚をたべた』エンディング主題歌（1993年） 歌手

### ゲーム
- 「恋のディグダグ」（1986年） 歌手
- 「ワンダーモモ」（1987年） 歌手（TAKA＆まさごろ名義）